# Рибново
Рибново (болг. Рибново) — село в Благоевградской области Болгарии. Входит в состав общины Гырмен. Находится примерно в 14 км к северу от центра села Гырмен и примерно в 65 км к юго-востоку от центра города Благоевград. По данным переписи населения 2011 года, в селе  проживало 2745 человек.

## Население
| Год     | 1934 | 1946 | 1956 | 1965 | 1975 | 1985 | 1992 | 2001 | 2011 |
| ------- | ---- | ---- | ---- | ---- | ---- | ---- | ---- | ---- | ---- |
| Жителей | 842  | 961  | 1162 | 1473 | 1813 | 1894 | 2532 | 2559 | 2745 |

| Национальность  | Человек | Процент |
| --------------- | ------- | ------- |
| болгары         | 572     | 65,6%   |
| турки           | 131     | 15,02%  |
| цыгане          | 0       | 0%      |
| другие          | 164     | 18,81%  |
| не определились | 5       | 0,57%   |
| Всего ответов   | 872     |         |

|  |